# Командир вахтенного поста
Командир Вахтенного Поста (КВП) — матросская должность на надстройках корабля. Входит в разряд общекорабельной вахты.
На юте причаленного корабля вахта несётся в паре с офицером.
Цель: встречать/провожать и отмечать прибывающих/сошедших с судна. Командира корабля встречают и провожают командой «смирно».
На ходах идёт постоянный, раз в 10—15 минут, доклад в рубку дежурного о происшествиях за бортом и кормой. Стандартная смена длится 4 часа, обычно стоят трое постовых в сутки.